# مانويل مانشيني
مانويل مانشيني (بالإيطالية: Manuel Mancini)‏ (26 أغسطس 1983 روما إيطاليا - ) هو لاعب كرة قدم إيطالي يلعب كلاعب وسط.

## روابط خارجية
- مانويل مانشيني على موقع قاعدة بيانات كرة القدم.إي يو (الإنجليزية)
- مانويل مانشيني على موقع Soccerway.com (الإنجليزية)
- مانويل مانشيني على موقع عالم كرة القدم.نت (الإنجليزية)
- مانويل مانشيني على موقع AS.com (الإسبانية)